# Giro d’Italia 2003
Der 86. Giro d’Italia fand zwischen dem 10. Mai und dem 1. Juni 2003 statt. Die Radfahrer legten vom Start in Lecce bis zum traditionellen Ziel in Mailand insgesamt 3408,5 Kilometer zurück. Sieger der Gesamtwertung wurde der Italiener Gilberto Simoni mit über 7 Minuten Vorsprung vor seinem Landsmann Stefano Garzelli.

## Verlauf
Es gab 21 Etappen, darunter 2 Einzelzeitfahren und 5 Bergankünfte. Die beiden höchsten Punkte wurden während der 18. Etappe erklommen. Der Colle di Esischie hat eine Höhe von 2366 m und war somit der Gipfel dieses Giros. Der zweithöchste Berg war der Colli di Sampeyre mit 2284 m Höhe. Die Etappe endete mit einer Bergankunft in 1815 m Höhe. Damit war diese Etappe die Königsetappe, die Dario Frigo mit 10 Sekunden Vorsprung vor dem damaligen Führenden und späteren Sieger Simoni gewann, der durch diese Etappe seinen Vorsprung auf seine Gegner deutlich erhöhte. So hatte er seinen Vorsprung auf den Zweitplatzierten von unter 2 Minuten auf über 7 Minuten erhöht.
Mit sieben Siegen gewann der Italiener Petacchi die meisten Etappen, der insgesamt sechs Etappen über das Rosa Trikot trug. Neben dem Sieger konnte noch der zweitplatzierte Garzelli das Trikot drei Tage lang tragen.
| Etappe | Datum   | Start                  | Ziel             | Strecke       | Sieger                 | Maglia rosa         |
| ------ | ------- | ---------------------- | ---------------- | ------------- | ---------------------- | ------------------- |
| 1      | 10. Mai | Lecce                  | Lecce            | 201 km        | Alessandro Petacchi    | Alessandro Petacchi |
| 2      | 11. Mai | Copernico              | Matera           | 177 km        | Fabio Baldato          | Alessandro Petacchi |
| 3      | 12. Mai | Policoro               | Terme Luigiane   | 145 km        | Stefano Garzelli       | Alessandro Petacchi |
| 4      | 13. Mai | Terme Luigiane         | Vibo Valentia    | 170 km        | Robbie McEwen          | Alessandro Petacchi |
| 5      | 14. Mai | Messina                | Catania          | 176 km        | Alessandro Petacchi    | Alessandro Petacchi |
| 6      | 16. Mai | Maddaloni              | Avezzano         | 218 km        | Alessandro Petacchi    | Alessandro Petacchi |
| 7      | 17. Mai | Avezzano               | Monte Terminillo | 146 km        | Stefano Garzelli       | Stefano Garzelli    |
| 8      | 18. Mai | Rieti                  | Arezzo           | 214 km        | Mario Cipollini        | Stefano Garzelli    |
| 9      | 19. Mai | Arezzo                 | Montecatini      | 160 km        | Mario Cipollini        | Stefano Garzelli    |
| 10     | 20. Mai | Montecatini            | Faenza           | 211 km        | Kurt Asle Arvesen      | Gilberto Simoni     |
| 11     | 21. Mai | Faenza                 | San Dona         | 222 km        | Robbie McEwen          | Gilberto Simoni     |
| 12     | 22. Mai | San Dona               | Monte Zoncolan   | 185 km        | Gilberto Simoni        | Gilberto Simoni     |
| 13     | 23. Mai | Pordenone              | Marostica        | 155 km        | Alessandro Petacchi    | Gilberto Simoni     |
| 14     | 24. Mai | Marostica              | Alpe di Pampeago | 218 km        | Gilberto Simoni        | Gilberto Simoni     |
| 15     | 25. Mai | Meran                  | Bozen            | 42,5 km (EZF) | Aitor González Jiménez | Gilberto Simoni     |
| 16     | 26. Mai | Arco Trento            | Pavia            | 207 km        | Alessandro Petacchi    | Gilberto Simoni     |
| 17     | 28. Mai | Salice Terme           | Asti             | 117 km        | Alessandro Petacchi    | Gilberto Simoni     |
| 18     | 29. Mai | Basilika von Vicoforte | Chianale         | 175 km        | Dario Frigo            | Gilberto Simoni     |
| 19     | 30. Mai | Canelli                | Cascata del Toce | 239 km        | Gilberto Simoni        | Gilberto Simoni     |
| 20     | 31. Mai | Canobio                | Cantù            | 133 km        | Giovanni Lombardi      | Gilberto Simoni     |
| 21     | 1. Juni | Mailand                | Mailand          | 33 km (EZF)   | Serhij Hontschar       | Gilberto Simoni     |

## Endstand
| Rang | Name                   | Nationalität | Team                     | Zeit        |
| ---- | ---------------------- | ------------ | ------------------------ | ----------- |
| 1    | Gilberto Simoni        | Italien      | Saeco                    | 89h 32′ 09″ |
| 2    | Stefano Garzelli       | Italien      | Vini Caldirola           | 7′ 06″      |
| 3    | Yaroslav Popovych      | Ukraine      | Landbouwkrediet-Colnago  | 7′ 11″      |
| 4    | Andrea Noè             | Italien      | Alessio                  | 9′ 24″      |
| 5    | Georg Totschnig        | Österreich   | Team Gerolsteiner        | 9′ 42″      |
| 6    | Raimondas Rumšas       | Litauen      | Lampre-Caffita           | 9′ 50″      |
| 7    | Dario Frigo            | Italien      | Fassa Bortolo            | 10′ 50″     |
| 8    | Serhij Hontschar       | Ukraine      | De Nardi                 | 14′ 14″     |
| 9    | Franco Pellizotti      | Italien      | Alessio                  | 14′ 26″     |
| 10   | Eddy Mazzoleni         | Italien      | Vini Caldirola           | 19′ 21″     |
| 11   | Wladimir Belli         | Italien      | Lampre-Caffita           | 19′ 41″     |
| 12   | Dariusz Baranowski     | Polen        | CCC-Polsat               | 22′ 54″     |
| 13   | Sandy Casar            | Frankreich   | Francaise des Jeux       | 24′ 50″     |
| 14   | Marco Pantani          | Italien      | Mercatone Uno            | 26′ 15″     |
| 15   | Massimo Codol          | Italien      | Mercatone Uno            | 28′ 17″     |
| 16   | Michele Scarponi       | Italien      | Domina Vacanze           | 29′ 24″     |
| 17   | Gianni Faresin         | Italien      | Team Gerolsteiner        | 34′ 47″     |
| 18   | Adolfo García Quesada  | Spanien      | Kelme-Costa Blanca       | 41′ 21″     |
| 19   | Aitor González Jiménez | Spanien      | Fassa Bortolo            | 41′ 29″     |
| 20   | Paolo Lanfranchi       | Italien      | Ceramiche Panaria-Fiordo | 43′ 57″     |